# Fläckig ögonlöpare
Fläckig ögonlöpare (Notiophilus biguttatus) är en skalbaggsart som beskrevs av Fabricius. Fläckig ögonlöpare ingår i släktet Notiophilus och familjen jordlöpare. Arten är reproducerande i Sverige. Inga underarter finns listade i Catalogue of Life.

## Bildgalleri

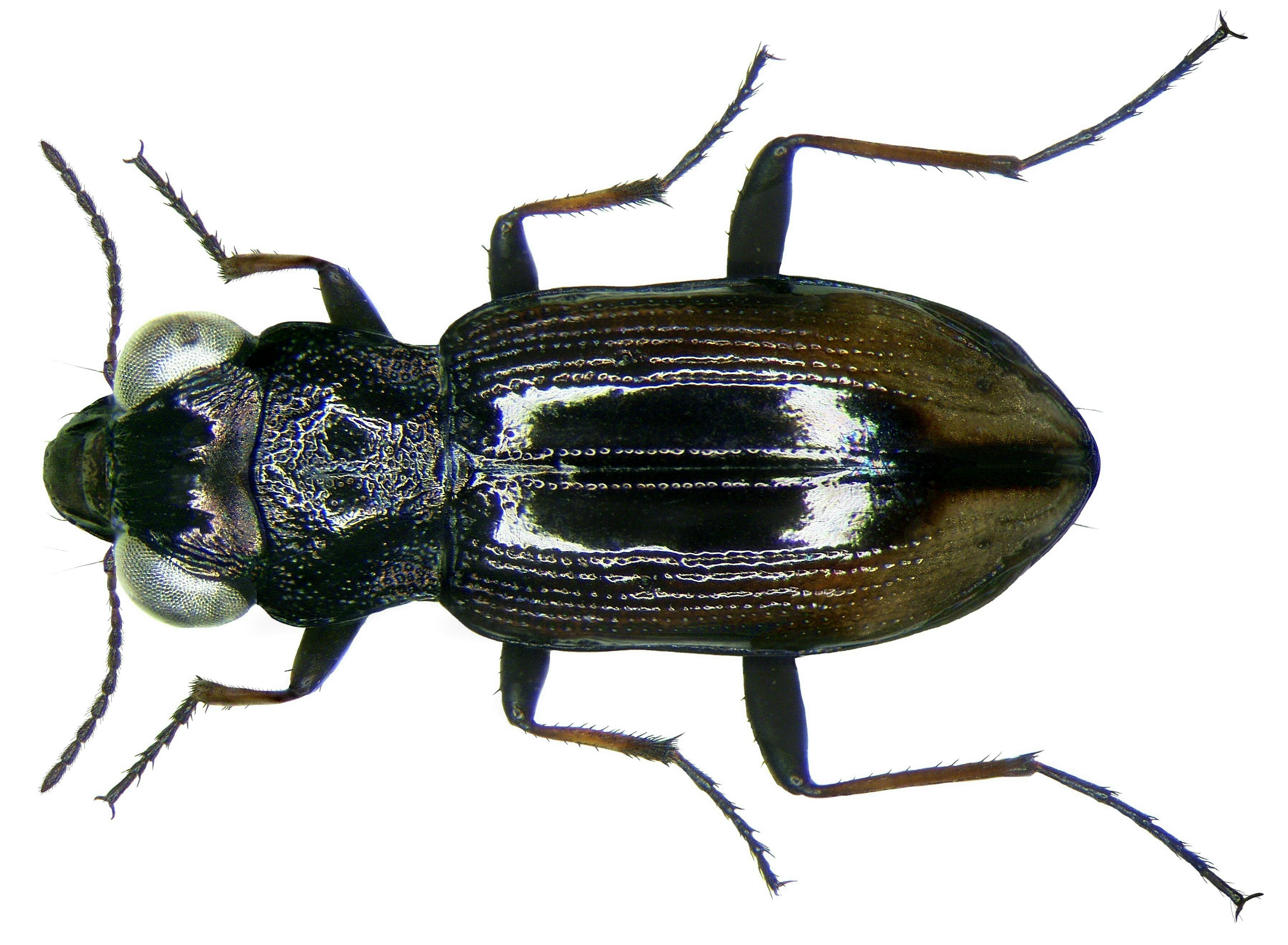
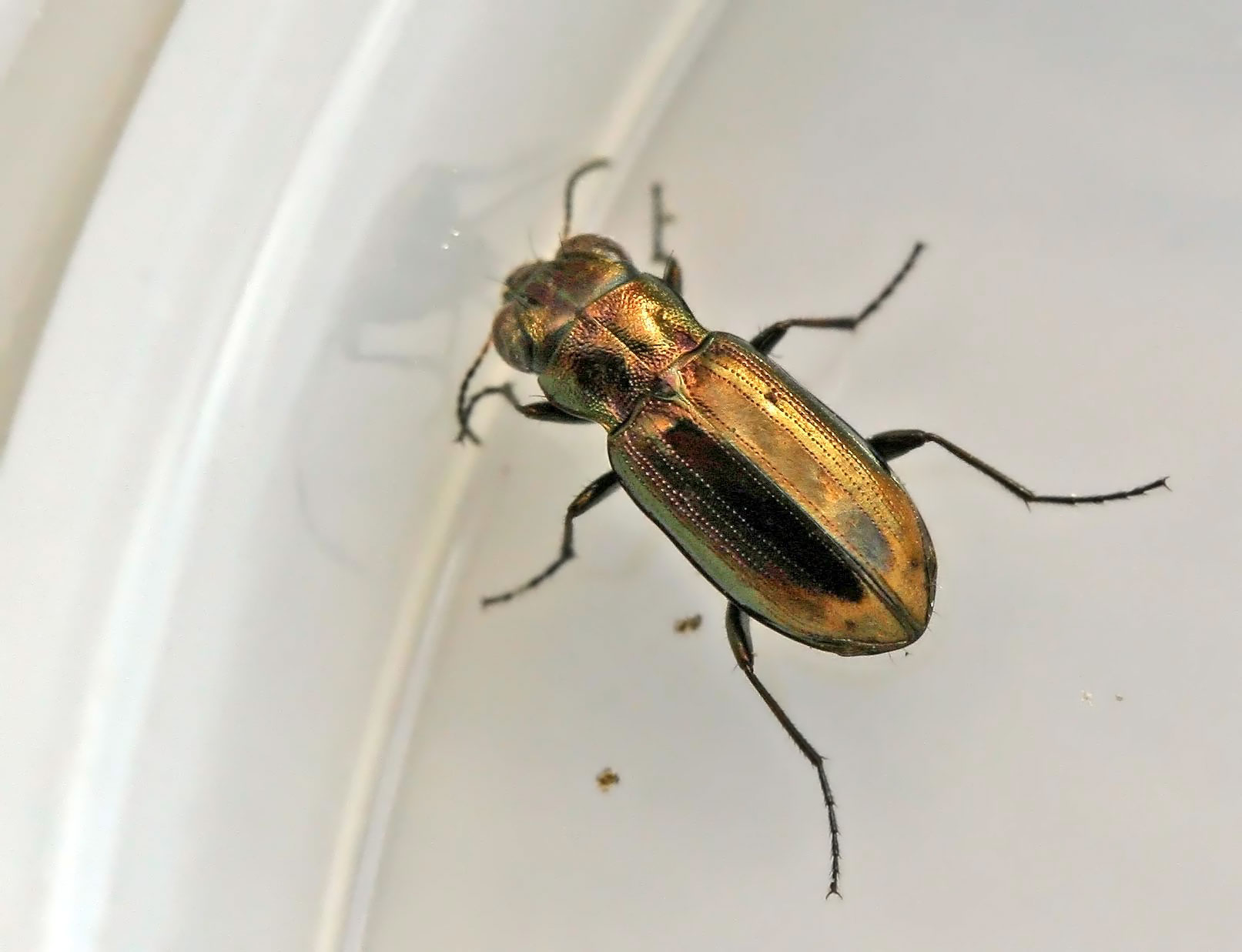
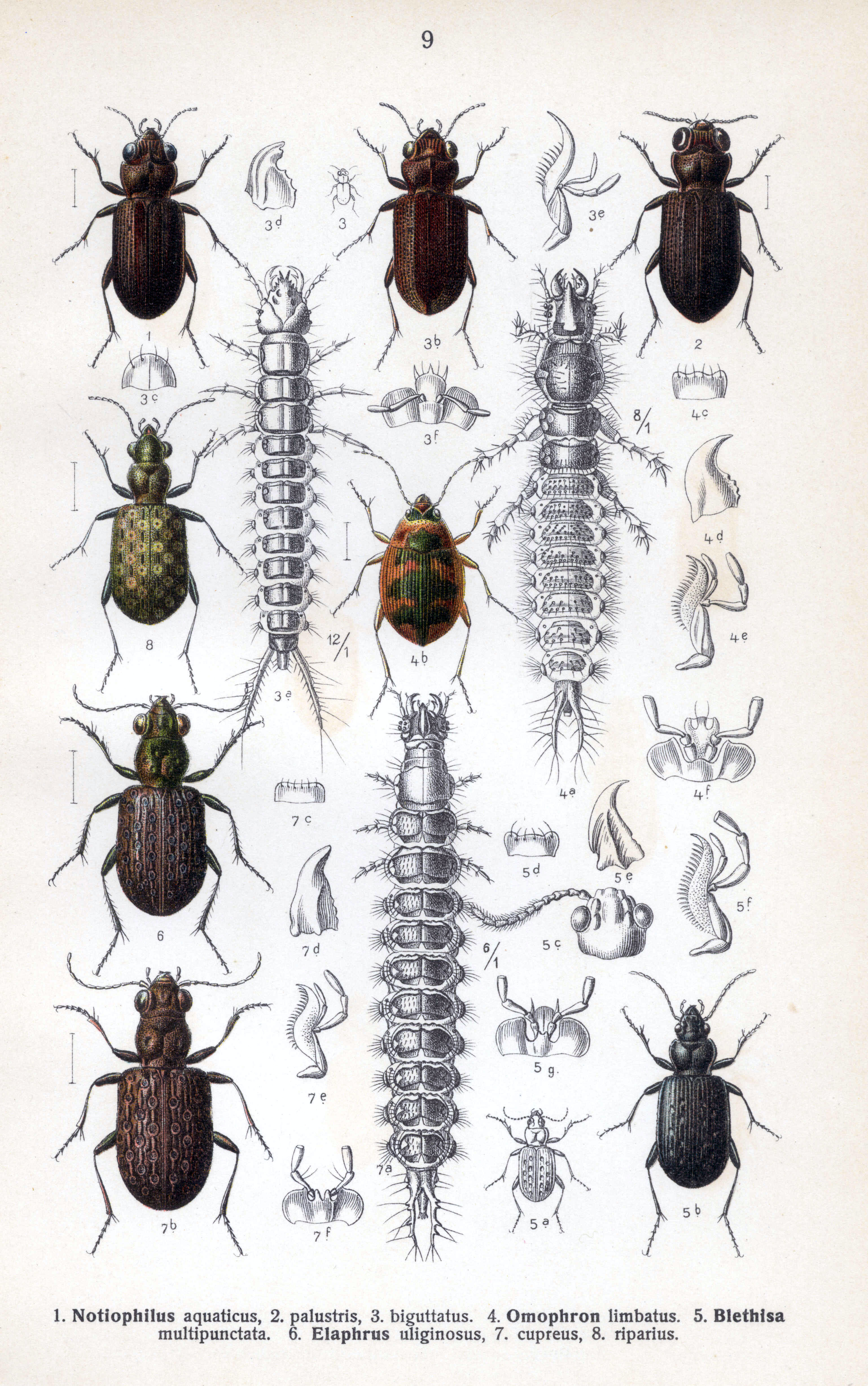